# Podhorní louky
Podhorní louky este o arie protejată (arie specială de conservare — SAC, sit de importanță comunitară — SCI) din Republica Cehă întinsă pe o suprafață de 41,33 ha, integral pe uscat.

## Localizare
Centrul sitului Podhorní louky este situat la coordonatele 49°58′28″N 12°47′45″E / 49.974444°N 12.795833°E.

## Înființare
Situl Podhorní louky a fost declarat sit de importanță comunitară în aprilie 2005 pentru a proteja 1 specie de animale. Situl a fost protejat și ca arie specială de conservare în iulie 2012.

## Biodiversitate
Situată în ecoregiunea continentală, aria protejată nu include niciun habitat protejat.
La baza desemnării sitului se află o specie protejată de  nevertebrate: fluturele auriu (Euphydryas aurinia).